# Franz Bläsi
Franz Josef Bläsi (* 29. März 1893 in Schönau im Schwarzwald; † 14. November 1963 in Kandel) war ein deutscher Pädagoge und Politiker (CDU).

## Leben
Franz Bläsi wurde als Sohn eines Hutmachers geboren. Nach dem Besuch der Volks- und Bürgerschule in Schönau im Schwarzwald, der Realschule in Schopfheim und der Oberrealschule in Freiburg im Breisgau nahm er 1913 ein Studium der Mathematik, Physik, Chemie (Mineralogie) und Geologie an der Albert-Ludwigs-Universität Freiburg auf, das er im Februar 1919 mit der Staatsprüfung für das Höhere Lehramt abschloss. Sein Studium hatte er von 1917 bis 1918 unterbrechen müssen, als er während des Ersten Weltkrieges im Landsturm diente. Bläsi war seit 1913 Mitglied der katholischen Studentenverbindung K.D.St.V. Falkenstein Freiburg.
Bläsi absolvierte von 1919 bis 1920 ein Praktikum für das Lehramt am Schloss-Gymnasium in Bruchsal und war dort im Anschluss als Lehramtsassessor tätig. Im April 1927 erfolgte seine Ernennung zum Professor und Beamten auf Lebenszeit. Danach arbeitete er bis 1941 als Lehrer am Schloss-Gymnasium und von 1941 bis 1945 als Lehrer am Realgymnasium in Karlsruhe-Durlach. Von 1926 bis 1933 war er Mitglied des Bruchsaler Stadtrates.
Nach dem Zweiten Weltkrieg trat Bläsi in die CDU ein. Er wurde im Juli 1945 von der Amerikanischen Militärregierung zum Bürgermeister der Stadt Bruchsal ernannt, im Juni 1946 durch den Stadtrat gewählt und im Februar 1948 durch Volkswahl im Amt bestätigt. 1954 wurde er als Bürgermeister wiedergewählt. Nachdem die Einwohnerzahl 1955 die 20.000er-Grenze überschritten hatte, wurde Bruchsal am 1. April 1956 Große Kreisstadt und Bläsi am gleichen Tag zum Oberbürgermeister ernannt. Diese Funktion übte er anschließend bis zu seinem Tode aus.
Bläsi war 1946 Mitglied der Vorläufigen Volksvertretung und der Verfassunggebenden Landesversammlung in Württemberg-Baden. Am 23. Februar 1949 rückte er für den verstorbenen Abgeordneten Heinrich Köhler in den Landtag von Württemberg-Baden nach, dem er bis 1952 angehörte. Von 1952 bis 1953 war er Mitglied der Verfassunggebenden Landesversammlung und danach bis 1956 Abgeordneter des Baden-Württembergischen Landtages.
Franz Bläsi war seit 1920 mit Elisabeth Winterhalter (1896–1966) verheiratet und hatte neun Kinder.

## Ehrungen
- Franz-Bläsi-Straße in Bruchsal